# Regionale Geographie
Die regionale Geographie oder spezielle Geographie ist jener Teil der Geographie, welcher sich mit bestimmten Teilgebieten der festen Erdoberfläche (Landschaftssphäre) beschäftigt. Im Mittelpunkt steht somit eine Region, z. B. ein Land oder eine Landschaft.

## Grundlagen und Entwicklung

Seite aus Geographia generalis 1650, Struktur 1. Oceanus, 2. Sinus, 3. Freta

Eine Trennung der Geographie in einen „allgemeinen“, theoretischen Teil und einen „speziellen“, auf einzelne Untersuchungsobjekte bezogenen Teil der Geographie, wie er sich in vielen Wissenschaftsgebieten findet, nahm etwa schon Bernhardus Varenius im 17. Jahrhundert vor (Geographia generalis 1650),
und erstelle auch eine umfassende hierarchisch-typologische Klassifikation. Johann Gottfried Gregorii verfasst 1708 eine Geographia Novissima Generalis, Specialis, Et Specialissima. Der Meyers von 1885 bis 1892 (4. Auflage) beschreibt dann klar:

„Handelt es sich um die systematische Ordnung des so angesammelten Stoffes, so bieten sich dafür zwei Methoden dar: 
1) Ordnung nach den Erdräumen: spezielle Geographie;
2) Ordnung der Objekte und Erscheinungen unabhängig von den Erdräumen zu Kategorien: allgemeine Geographie“

und führt aus, „die allgemeine Geographie hat es sicherlich mit denselben Objekten zu thun, ja thatsächlich empfängt sie dieselben aus den Händen der speziellen Geographie; aber sie zergliedert den Stoff nach seinen Elementen und fasst diese nach Kategorien von Objekten und Erscheinungen ohne Rücksicht auf die einzelnen Erdräume zusammen. Die spezielle Geographie kennt nur einzelne Gebirge oder Gebirgssysteme, z. B. die Alpen, die Pyrenäen, den Himalaja, die Andes. Die allgemeine Geographie sucht die gemeinsamen Merkmale dieser Einzelobjekte zusammenzufassen zu einem geographischen Begriff Hochgebirge, dem sowohl gewisse gleichartige Züge im innern Bau und äußern Relief und in den Dimensionen als auch einige klimatische und biologische Kennzeichen zukommen.“ Die Untersuchungsobjekte der speziellen Geographie nannte Ritter ein scharf umschriebenes „geographisches Individuum“.
Dabei arbeitet die regionale Geographie idiographisch oder typologisch bezüglich der Regionen, deren räumliche Elemente, Strukturen, Prozesse und Funktionsweisen (Wechselwirkungen zwischen den Geofaktoren) erfasst, klassiert und erklärt werden.
Zum Fachgebietsprofil gehören:
- Kenntnisse über und Verständnis von Landschaften und Landschafts(teil)systemen sowie deren dynamischen, raum-zeitlichen Veränderungen mit oder ohne Einfluss des Menschen[4]
- Analyse von ausgewählten Landschaften auf verschiedenen Skalenniveaus[4]
- Kenntnisse über soziale, demographische und ökonomische Strukturen und deren Wandel in raum-zeitlicher Perspektive auf verschiedenen Maßstabsebenen[4]

Die Regionale Geographie lässt sich unterteilen in:
- Länderkunde (spezielle Geographie politischer Räume, im weiteren Sinne humangeographischer Räume, Spezielle Humangeographie)[5]
- Landschaftskunde (Spezielle Landschaftsgeographie, Geographie der Naturräume, im weiteren Sinne physisch-geographischer Räume, Spezielle physische Geographie)

Der Fokus der modernen Geographie liegt aber nicht mehr auf Ausdifferenzierung, sondern Synthese der beiden, also Verständnis der Wechselwirkungen der menschgemachten und „natürlichen“ Räume.
Die geographische Mesoebene (also Staaten und entsprechend große Landschaftsräume) gilt als das klassische Spezialgebiet der speziellen Geographie, aber auch hier setzt zunehmend eine Perspektivenänderung ein, zum einen hinunter in ein Verständnis kleinteiliger Strukturen wie Gemeinde oder einzelner Kleinlandschaften, wie auch hin zu einer Globalisierung bis hin zur Betrachtung der gesamten Welt als ein einziges geographisches Individuum im Ritterschen Sinne.
Wie alle geographischen Fachgebiete hat sie einen vergleichenden und einen angewandten Zweig und arbeitet heute mit Geoinformatik, also eng mit Kartographie zusammen.

Umgekehrt gibt es zu jedem Fachgebiet der Geographie neben dem allgemeinen auch einen speziellen Zweig (etwa spezielle Biogeographie, spezielle Bevölkerungsgeographie eines Raumes usf.).
Außerdem gibt es etliche weitere Spezialisierungen und interdisziplinäre Ansätze, so die Dynamische Länder-/Landschaftskunde als Fachgebiet über die historische und zukünftige Raumentwicklung, oder Problemorientierte Länder-/Landschaftskunde in Richtung der angewandten Geographie. Außerdem erstellt die regionale Geographie die wissenschaftlichen Grundlagen der (politisch und soziologisch orientierten) Regionalplanung.